# Рудино (Галичский район)
Рудино — деревня в Лопарёвском сельском поселении Галичского района Костромской области России.

## География
Деревня расположена недалеко от главного хода Транссибирской магистрали.

## История
Согласно Спискам населенных мест Российской империи в 1872 году деревня относилась к 2 стану Галичского уезда Костромской губернии. В ней числилось 8 дворов, проживало 32 мужчины и 31 женщина.
Согласно переписи населения 1897 года в деревне проживало 90 человек (38 мужчин и 52 женщины).
Согласно Списку населенных мест Костромской губернии в 1907 году деревня относилась к Богчинской волости Галичского уезда Костромской губернии. По сведениям волостного правления за 1907 год в ней числилось 20 крестьянских дворов и 113 жителей. В деревне находилась железнодорожная станция. Основными занятиями жителей деревни, помимо земледелия, были малярный промысел и сельскохозяйственные работы.

## Население
| Численность населения |      |      |      |      |      |
| Год                   | 1877 | 1897 | 1907 | 2008 | 2012 |
| Жителей               | 63   | 90   | 113  | 4    | 5    |
| Крестьянских дворов   | 8    | —    | 20   | —    | —    |

| 2008 | 2010 | 2012 | 2014 |
| ---- | ---- | ---- | ---- |
| 5    | ↗9   | ↘5   | →5   |